# Дыбки
Дыбки (лат. Saga) — род прямокрылых насекомых из подсемейства Saginae семейства настоящих кузнечиков. Включает пятнадцать видов, распространённых в Европе (шесть видов), Азии и Северной Америке; наибольшее количество видов сосредоточено в Турции — десять видов, однако в европейской части Турции обитает только один вид. Европейские виды самые крупные представители прямокрылых в Европе, все из них являются термофильными.

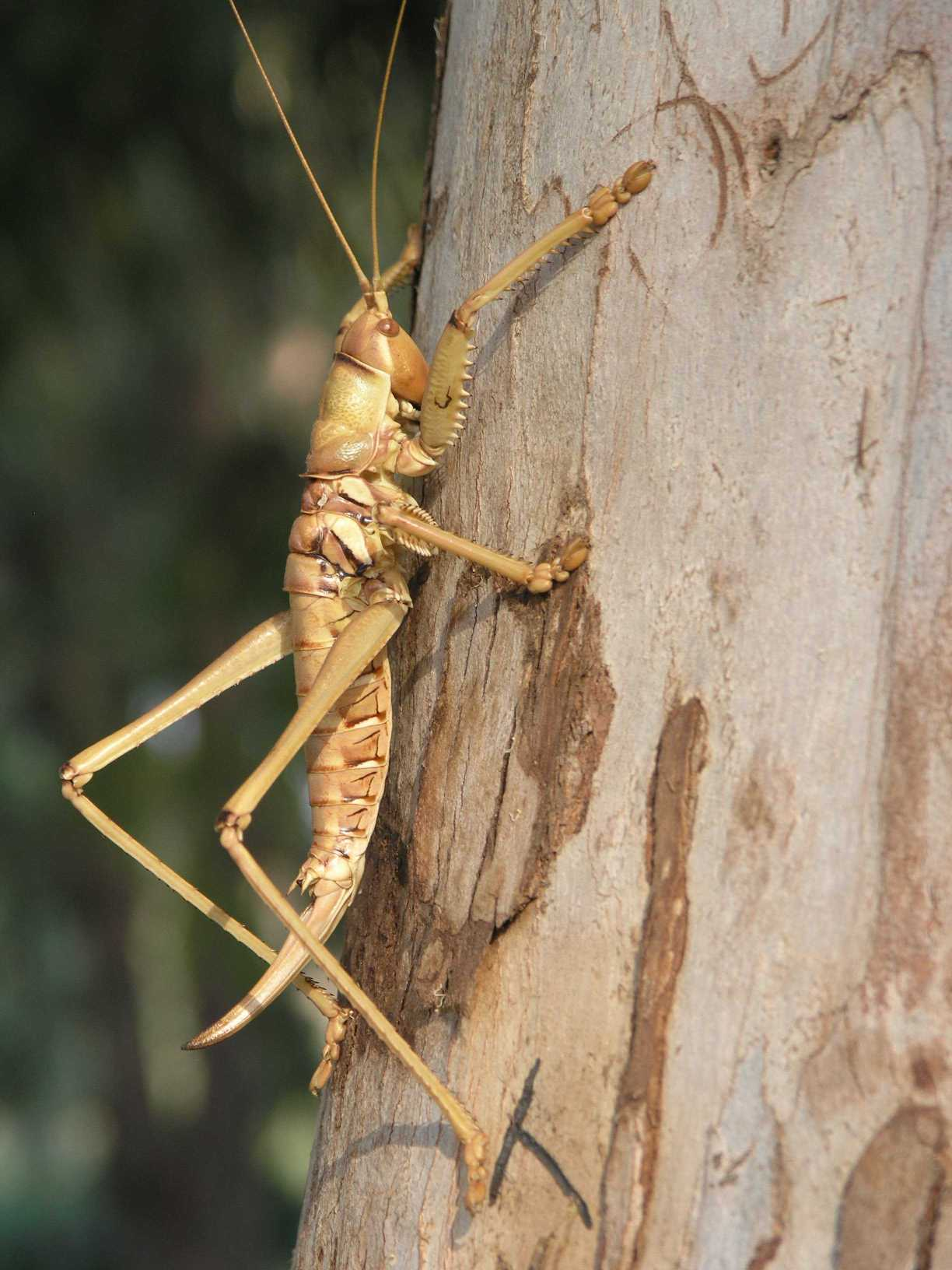

## Виды
В роде дыбок пятнадцать видов:
- Saga beieri Kaltenbach, 1967
- Saga campbelli Uvarov, 1921
- Saga cappadocica Werner, 1903
- Saga ephippigera Fischer von Waldheim, 1846
- Saga gracilis Kis, 1962
- Saga hellenica Kaltenbach, 1967
- Saga ledereri Saussure, 1888
- Saga longicaudata Krauss, 1879
- Saga natoliae Serville, 1838
- Saga ornata Burmeister, 1838
- Saga pedo (Pallas, 1771) — Дыбка степная
- Saga puella Werner, 1901
- Saga quadrisignata Philippi, 1863
- Saga rammei Kaltenbach, 1965
- Saga rhodiensis Salfi, 1929